# صاروخ جوال يطلق من الجو

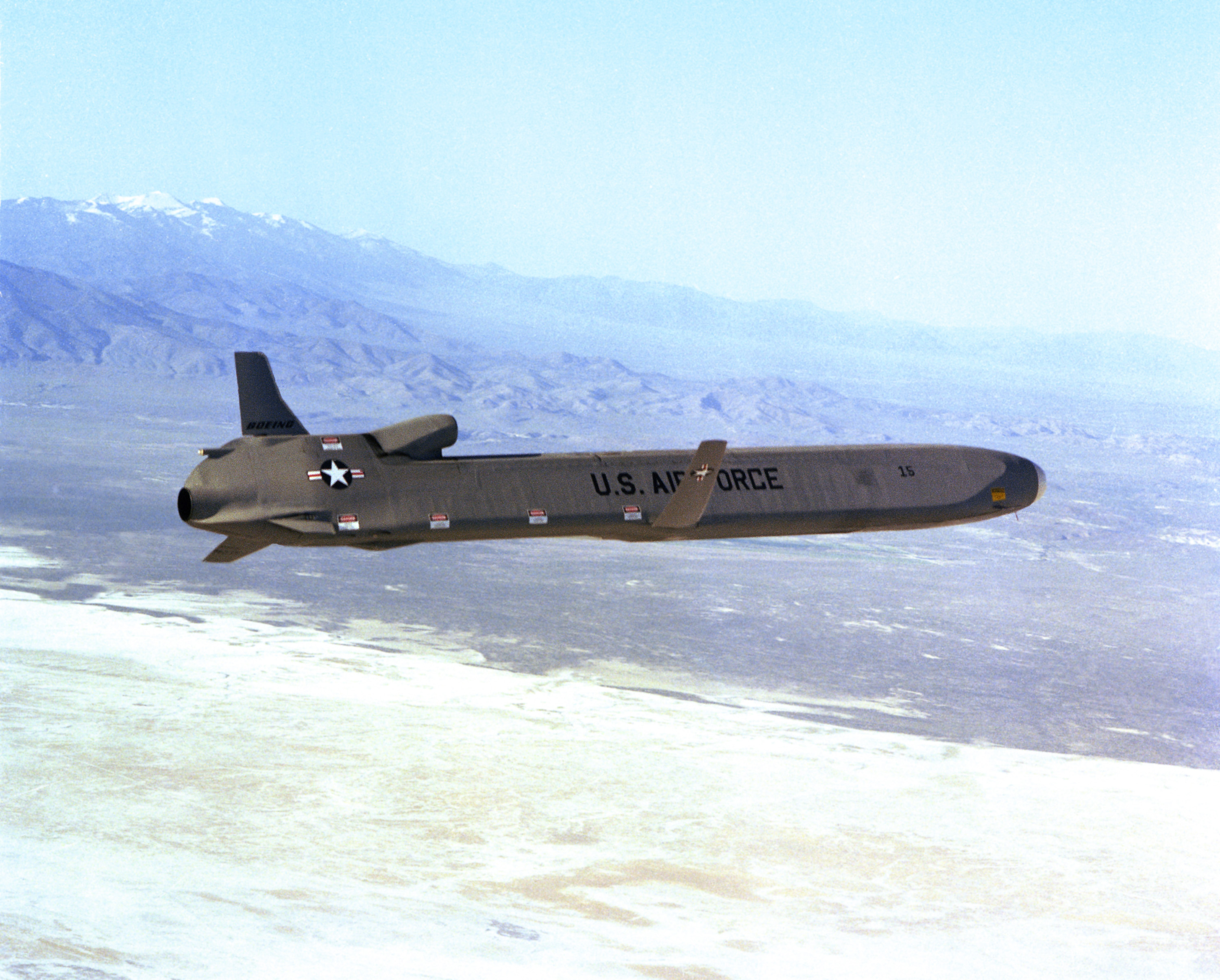
صاروخ كرور آي جي أم AGM في رحلة جوية بعد إطلاقه (1980)

صاروخ الكروز الذي يطلق من الجو هو صاروخ كروز التي يتم إطلاقها من الطائرات العسكرية. النسخ الحالية للصاروخ هي نظم تطلق عن بعد مما يسمح لها بتجنب مواجهة الدفاعات وهي تستخدم لمهاجمة أهداف أراضية ويمكن استخدام رؤوس بمتفجرات تقليدية أو نووية أو هيدروجينية.
تشمل أنواع صواريخ الكروز التي تطلق من الجو:
- ايرسول متوسط الحمولة (فرنسي)
- آي جي أم - 28 هاوند دوغ (الولايات المتحدة الأمريكية)
- آي جي أم -86 (الولايات المتحدة الأمريكية)
- آي جي أم 129 (الولايات المتحدة الأمريكية)
- آي جي أم 158 جاسم (الولايات المتحدة الأمريكية)
- خ-55 وخ-555 (روسيا)
- خ-101/خ-102 (روسيا)
- كاليبر- (روسيا)
- براهموس (الهند/روسيا)
- هاف-8 (رعد) (باكستان)
- سي-802 (الصين)
- كيبيبد 350 (ألمانيا/السويد)
- بوباي (إسرائيل)
- سوما (تركيا)
- ستورم شادو (فرنسا/المملكة المتحدة/إيطاليا)